# Nautilocorystes
Nautilocorystes is een geslacht van kreeftachtigen uit de klasse van de Malacostraca (hogere kreeftachtigen).

## Soorten
- Nautilocorystes investigatoris Alcock, 1899
- Nautilocorystes ocellatus (Gray, 1831)